# Open Innovation
Der Begriff Open Innovation bzw. offene Innovation bezeichnet die Öffnung des Innovationsprozesses von Organisationen und damit die aktive strategische Nutzung der Außenwelt zur Vergrößerung des Innovationspotenzials. Das Open-Innovation-Konzept beschreibt die zweckmäßige Nutzung von in das Unternehmen ein- und ausdringendem Wissen, unter Anwendung interner und externer Vermarktungswege, um Innovationen zu generieren. Der Begriff „Open Innovation“ stammt von Henry Chesbrough.

## Motivation
Gassmann und Enkel nennen den steigenden Wettbewerbsdruck durch die Globalisierung, kürzere Produktlebenszyklen und den damit höheren Innovationsdruck als maßgebliche treibende Faktoren für die Notwendigkeit, den Innovationsprozess zu optimieren und als Folge zu öffnen. In vielen Branchen überfordern die für die Durchsetzung von Innovationen notwendigen Investitionen und sonstigen Vorleistungen die Ressourcen einzelner Akteure, so dass sich auch aus Gründen der Risikominimierung die Notwendigkeit zur Innovation im Verbund mit anderen Anbietern, Zulieferern oder Kunden ergibt.

## Kernprozesse
Open Innovation kann nach Gassmann und Enkel in drei Kernprozesse zerlegt werden:
(Als Voraussetzung ist jedoch zu beachten, dass das Unternehmen die Fähigkeit aufweisen muss, externes Wissen zu internalisieren oder internes Wissen zu externalisieren. Vgl. implizites Wissen bzw. tacit knowledge)

### Outside-In-Prozess
Der Outside-In-Prozess ist die Integration externen Wissens in den Innovationsprozess. Das Know-how der Lieferanten, Kunden und externen Partner (z. B. Universitäten) soll genutzt werden, um die Qualität und Geschwindigkeit des Innovationsprozesses zu erhöhen. Bereits 1986 hat Eric von Hippel die Lead-User-Methodik beschrieben – also die Einbeziehung besonders fortschrittlicher Verbraucher in die Entwicklung neuer Produkte. Mit Hilfe dieses Instruments, welches noch heute Anwendung findet, soll das Risiko von Innovationsflops und die damit verbundenen wirtschaftlichen Gefahren eines Unternehmens eingedämmt werden. Damit hat er eine frühe Methode des Outside-In-Prozesses entwickelt.
Der Outside-In-Prozess verdeutlicht, dass der Ort, an dem neues Wissen kreiert wird, nicht unbedingt mit dem Ort übereinstimmen muss, an dem Innovationen entstehen.

### Inside-Out-Prozess
Der Inside-Out-Prozess ist die Externalisierung von internem Wissen. Unternehmen nutzen diesen Prozess zum Beispiel, um Lizenzgebühren für Patente bzw. Innovationen einzunehmen, die sie nicht für die operative Geschäftstätigkeit nutzen. Ein Beispiel hierfür ist der in 1938 durch den Chemiekonzern DuPont zufällig entdeckte und 1941 patentierte Kunststoff Polytetrafluorethylen, der erstmals 1943 im Manhattan-Projekt zur Lagerung von Uranhexafluorid eingesetzt wurde und heute unter dem Namen Teflon zur Beschichtung von Pfannen eingesetzt wird.
Der Inside-Out-Prozess verdeutlicht, dass der Ort, an dem Wissen bzw. die Innovation entsteht, nicht mit dem Ort übereinstimmen muss, an dem die Innovation genutzt und in neue Produkte umgesetzt wird.

### Coupled-Prozess
Der Coupled-Prozess ist eine Mischform aus dem Outside-In-Prozess und dem Inside-Out-Prozess: Die Internalisierung von externem Wissen in Verbindung mit der Externalisierung von internem Wissen.
Das Schaffen von Standards und der Aufbau von Märkten stehen beim Coupled-Prozess im Fokus. Die jeweilige Umwelt soll aktiv bei der Entwicklung von Innovationen integriert werden, und durch die gleichzeitige Externalisierung dieser Innovation soll sich ein Markt um die Innovation herum aufbauen (z. B. die Freigabe des Solaris-Quellcodes von Sun Microsystems).

## Abgrenzung

### Closed Innovation
Open Innovation grenzt sich von Closed Innovation ab, also dem Innovationsverständnis, welches nach Schumpeter (1942) die Exklusivität einer Innovation als wesentliche Rente des Innovators bezeichnet. Die Notwendigkeit für eine Umstellung des Wissensmanagements von einem Closed Innovation-Modell zu verteilten Innovationsaktivitäten, die andere Marktteilnehmer miteinbeziehen, sieht Chesbrough insbesondere in Sektoren wie der Pharma- oder Softwareindustrie gegeben, welche sich durch kurze Innovationszyklen auszeichnen und in denen die Kosten für die Produktentwicklung ansteigen bzw. der eigene Markt nicht mehr ausreicht, um diese zu decken.

#### Prinzipien der Closed Innovation
Die folgenden impliziten Regeln können als Prinzipien der geschlossenen Innovation aufgefasst werden:
1. Die Organisation versucht stets, die intelligentesten Mitarbeiter auf dem Markt zu finden und einzustellen, denn nur organisationszugehörige Mitarbeiter sind in den Innovationsprozess eingebunden.
2. Die Erforschung, Entwicklung und Distribution einer Innovation muss intern stattfinden.
3. Die „Time-to-Market“ der Innovation bestimmt den Erfolg.
4. Nur organisationseigene Ideen aus interner Forschung können zum Erfolg beitragen, sofern diese zugleich die Konkurrenzideen übertreffen.
5. Das geistige Eigentum darf keinesfalls an die Wettbewerber gelangen.

#### Kreislauf der geschlossenen Innovation
Der mit Generierung von Wissen verbundene technologische Fortschritt ermöglicht im Idealfall den Absatz eines neuen Produktes oder einer neuen Dienstleistung auf dem Markt. Dadurch erzielt die Organisation Umsatzerlöse, die in die Forschung und Entwicklung zurückinvestiert werden können. Erneute Forschungsdurchbrüche mit Innovationspotenzial schließen den Kreislauf.

#### Der geschlossene Innovationsprozess
Initiale Ideen, die aus Organisationssicht Innovationspotenzial aufweisen, werden weiter erforscht. Mögliche Erfolgskandidaten werden anschließend entwickelt. Eine permanente Selektion der Ideen sorgt dafür, dass nur ein Bruchteil dieser den Markt erreichen. Während des gesamten Prozesses gelangt kein geistiges Eigentum aus dem Unternehmen heraus und auch keines hinein. So können einerseits nur interne Forschungsergebnisse in die Entwicklungsphase übergehen; andererseits bleiben die intern verworfenen Ideen der Außenwelt vorenthalten. Auf jene kann ggf. später zurückgegriffen werden, sie werden „eingelagert“.

#### Erosionsfaktoren der Closed Innovation
Folgende Erosionsfaktoren bedingen nach Chesbrough eine offene Innovationsstrategie: Erstens steigt bei den intelligenten, erfahrenen und gut ausgebildeten Mitarbeitern die Neigung zum Wechsel des Unternehmens. Diese transferieren ihr erworbenes Wissen zwischen zwei oder mehreren Unternehmen. Zweitens wächst die Bereitschaft, Risikokapital einzusetzen. Sie trägt dazu bei, dass kleine Start-up-Unternehmen innerhalb kurzer Zeit eine Konkurrenz für große Unternehmen darstellen können. Der dritte Faktor verbindet die beiden zuerst genannten: Interne Forschungsergebnisse können häufig nicht sofort in der Entwicklung umgesetzt werden, weil sie nicht zwangsläufig mit dem aktuellen Geschäftsmodell des Unternehmens harmonieren. Die Ideen können extern oftmals einfacher realisiert werden als intern. Damit steigt die Wahrscheinlichkeit, dass erworbenes Wissen durch wechselaffine Mitarbeiter in ein womöglich durch Risikokapital finanziertes Start-up abfließt. Geistiges Eigentum kann auf diese Weise unentgeltlich von Unternehmen mit großen Forschungseinrichtungen in Unternehmen jeglicher Größenordnung verschiedener Wirtschaftszweige wandern. Viertens ist eine Veränderung in der Wertschöpfungskette zu beobachten: Externe Zulieferer weisen eine gestiegene Produktionskapazität und einen erhöhten Einfluss auf. Die durch vermehrte Fremdfertigung bedingte Wissensauslagerung trägt dazu bei, dass Ideen vorzeitig abfließen können. Dann ist der geschlossene Innovationskreislauf durchbrochen.
Chesbrough argumentiert, dass Ideen unter diesen Umständen nicht mehr bevorratet werden können. Es besteht das Risiko, sie ohne Erlöse abzutreten. Zwar scheitern die meisten Start-ups, doch gibt es immer wieder einige, die erfolgreich eine Börsenersteinführung erreichen oder von einem Unternehmen aufgekauft werden. Dadurch wird der oben beschriebene Kreislauf aufgetrennt: Es entfallen Reinvestitionen in die Forschungsabteilung des Unternehmens, das die mit der bahnbrechenden Idee verbundene Forschung finanzierte.
Folgendes Beispiel aus den neunziger Jahren legt offen, wie der geschlossene Innovationskreislauf durchbrochen wird. Das Unternehmen Cisco Systems bot trotz Mangel an eigenen Forschungseinrichtungen dem mittlerweile aufgelösten Unternehmen Lucent Technologies Konkurrenz. Letzterem standen die Forschungsressourcen der renommierten Bell Labs zur Verfügung. Cisco verfolgte eine offene Innovationsstrategie. Das Unternehmen investierte in Start-ups, dessen Gründer nicht selten ehemalige Mitarbeiter von Lucent Technologies waren. Bis heute akquirierte Cisco über 160 Unternehmen.

### Open Source
Die Open-Source-Entwicklung von Soft- und Hardware-Produkten kann als eine Extremform von Open Innovation verstanden werden.
West und Gallagher sehen zwei gemeinsame Kernelemente zwischen der Open-Source-Softwareentwicklung und dem Open Innovation Konzept: Erstens werden die Rechte zur Nutzung der Technologie geteilt. Im Spezialfall von Open-Source fallen dafür grundsätzlich keine Kosten an. Zweitens erfolgt die Entwicklung der Technologie gemeinschaftlich. Dabei steht die Synthese des externen und internen Wissens im Vordergrund. Open Innovation strebt darüber hinaus immer die Umsetzung eines Geschäftsmodells an. Das Management des geistigen Eigentums wird dabei als Mittel zur Verfolgung des Geschäftsmodells verstanden. Open Source liegt nicht immer einem Geschäftsmodell zugrunde.

### Crowdsourcing
Crowdsourcing kann als Teilmenge von Open Innovation aufgefasst werden. Beim Crowdsourcing werden jedoch speziell die Dienste einer undefinierten Anzahl an Personen (Crowd) zur Ideengewinnung oder Umsetzung in Anspruch genommen. Dabei kann es sich um bezahlte und unbezahlte Dienste handeln. Typischerweise erfolgt der Prozess über das Internet, da es häufig eine hohe Anzahl an Ideengebern gibt. Dies bewirkt, dass in kurzer Zeit viele verschiedene Lösungs- oder Ideenansätze agglomeriert werden können.
Entstehende Probleme beim Crowdsourcing beziehen sich zum Beispiel auf die systematische Auswertung der häufig in hoher Anzahl auftretenden Vorschläge. Es besteht die Gefahr, dass spezialisiertes Wissen nicht erkannt und wertgeschätzt wird.
Des Weiteren tritt die Problematik der Verwertung von geistigem Eigentum auf. Um dies zu umgehen, werden bei den meisten Crowdsourcing-basierten Internetplattformen das Einverständnis der Übergabe des geistigen Eigentums eingefordert.

## Implementierung von Open Innovation
Netnographie, Crowdsourcing und webbasierte Innovationsstudien sind wesentliche Ansätze, um Anwender und Konsumenten in die Neuproduktentwicklung einzubeziehen. Netnographie ist eine Methode, um die Innovationskraft von Online-Communitys zu nutzen. Crowdsourcing bezeichnet eine offene Gruppe von Internetnutzern, die über eine virtuelle Plattform an einer definierten Aufgabenstellung arbeitet und damit interaktiv Wert schöpft.

## Wettbewerbsvorteile für Unternehmen
Der Open-Innovation-Ansatz bietet die Möglichkeit eines Perspektivenwechsels auf das Produkt, sowie einer Kosten- und Zeitreduktion, der Anpassung an den Markt und des Neuheitsgrades. Das nötige Kundenwissen ist ergänzend zu dem des Unternehmens anzusehen. Fundamental bietet Open Innovation vier Marktvorteile.

### Optimierung der Time-to-Market
Durch Open Innovation ist es möglich, den Wertschöpfungsprozess der Neuprodukte im Vergleich zur Konkurrenz zu beschleunigen. Ziel ist es, den bestehenden Marktbedarf in möglichst kurzer Zeit mit einem Marktangebot zu decken.

### Optimierung der Cost-to-Market
Es ist dem Unternehmen gewährleistet, anfallende Kosten für Forschung und Entwicklung zu verringern. Besonders wahrnehmbar ist dieser Effekt bei Entwicklungen, die weitreichender als eine reine Ideengenerierung sind (z. B. Eigenentwicklung von Prototypen). Darüber hinaus werden Marketingkosten verringert, da Kunden ihre Meinung innerhalb ihrer sozialen Netzwerke teilen.

### Optimierung des Fit-to-Market
Unter Fit-to-Market wird die Marktakzeptanz eines Produktes durch die Käufer verstanden. Durch den Open Innovation Ansatz ist es möglich, ein hohes Maß an Bedürfnisinformationen zu erfassen und diese mit gegebenen Lösungsinformationen zu befriedigen. Diesbezüglich stellt sich eine gewinnbringendere Kompatibilität zwischen Produkteigenschaft und Nutzerbedürfnissen ein.

### Optimierung des New-to-Market
New-to-Market beschreibt den durch Kunden wahrgenommenen Innovationsgrad eines Produktes. Da der Open-Innovation-Ansatz sich eingehend am Marktbedarf orientiert und der Prozess von Kundenbedürfnissen beeinflusst wird, ist somit eine meist funktional neue Innovation erreichbar, die eine Expansion in neue Märkte ermöglicht.

## Weitere Anwendungsgebiete
Neben der herstellenden Industrie wird Open Innovation in der Finanzbranche angewandt, wobei Institute eigene und Produkte von anderen Firmen – auch von Konkurrenten – anbieten. Diese Partnerschaftskonzepte für den Vertrieb von fremden Innovationen wurden von der herstellenden Industrie adaptiert und sind heute unter dem Begriff Open Architecture zu einem De-facto-Standard in der Finanzbranche geworden. Durch diesen Ansatz erzielen Anbieter von Finanzprodukten eine unabhängigere Beratung und bessere Kundenakzeptanz. Der Kunde teilt dabei die Wertschöpfung neu auf einen Verbund von Unternehmen für Produkte und Services auf. Die lineare Wertschöpfungskette des Closed-Innovation-Ansatzes weicht so einer dynamischen, kundenbedürfnisorientierten Wertschöpfung, die innerhalb eines sogenannten „Business Ecosystems“ oder Open Innovation Ecosystems generiert wird.
Die Adaption und Nutzung geeigneter betriebswirtschaftlicher Open-Innovation-Ansätze zur Lösung gesellschaftlicher Herausforderungen durch Staat und Gesellschaft wird im Sinne der Seealemannischen Definition als Offene gesellschaftliche Innovation (OGI) bezeichnet.
Auch in der Wissenschaft hat Open Innovation Eingang gefunden. Die Ludwig Boltzmann Gesellschaft setzt dieses Konzept in ihrem Projekt „Reden Sie mit!“ ein und startete im Frühling 2016 auch ein „Lab for Open Innovation in Science“, in dessen einjährigen Verlauf 20 Wissenschaftler dieses Konzept näher gebracht bekommen. Auf einer Facebook-Seite informiert die Ludwig Boltzmann Gesellschaft über das Lab, die teilnehmenden Personen und Lehrenden und über internationale Beispiele im Bereich Open Innovation in der Wissenschaft.
Der Gedanke des Labors als Ort für Open Innovation wurde bereits früh durch FabLabs und Reallabore popularisiert. Während Literatur über Open Innovation zu Anfang Online-Interationen und Technologien in den Mittelpunkt stellte, bringen Labore als „Physische Interaktionsräume“ zahlreiche weitere Aspekte von gemeinsamer Wertschöpfung über den eigentlichen Innovationsprozess mit ein, vergleichbar mit den verschiedenen Facetten von Open Science. Dementsprechend ist auch ein inflationäre Bezugnahme auf Labore in diesem Kontext zu beobachten, der positive Konnotationen des Begriffs mit wissenschaftlicher Erkenntnis ausnutzt, um aktive Mitarbeit zu motivieren.